# Jacky Galou
Jacky Galou (* 10. Dezember 1942 in Paris als Jacques Galou) ist ein französischer Sänger und vor allem für seine Musik für Kinder bekannt.

## Leben
Im Alter von 17 Jahren schenkte ihm sein Vater für seine erfolgreiche Aufnahmeprüfung an der École Normale des instituteurs (Lehrerausbildung) in Paris eine Gitarre.  Er wurde Lehrer und nutzte die Gitarre im Unterricht. Mit 21 Jahren machte er erste Aufnahmen im Studio SM, doch der Verkauf war unrentabel. Dennoch entschloss er sich Kinderlieder und Kindermusik zu machen.  Didier Arundel  von Melody World produzierte mit ihm einige Singles und eine LP. In den 1970er Jahren trat er ein paar Mal  in Fernsehshows auf und sang Titel wie Nagawicka, Taupinette Mr. Anatole etc. 14 Jahre lang reiste er mit einem VW Kleinbus durch Frankreich. Er sang in Belgien, Deutschland, der Schweiz, in Norwegen und mehrmals in Kanada. Viele Cowboy-Songs und irischen Balladen arrangierte er neu und verfasste französische Texte. In den 1980er Jahren ließ die Nachfrage nach und er kehrte zum Lehrerberuf zurück.
In den 90er Jahren gelang es Jacky Galou einige seiner Schallplatten auf CD aufzunehmen und der Neuanfang mit neuen Kindersongs für verschiedene Labels (SM Studio, Enfance et Musique, Scolavox) war erfolgreich.

## Diskografie
- Enfant gitan (1963)
- La marguerite
- Monsieur Anatole
- Wapiti
- Le chemin des amis
- Noël avec Jacky
- Mémé des Ardennes
- Spécial Canada
- Le renard
- Taupinette
- Nagawicka
- Dansez, chantez
- Taupinette à la mer
- Les hommes de la rivière
- Les chevaux d’Islande
- T’es pas fou matou ?
- Raconte-nous
- Jacky Galou chante pour les enfants
- Randonnée
- Delphine
- Taupinette et ses amis
- Dans mon grenier
- Les chemins sous le vent
- Mélodéon
- Elise
- Bivouac
- Microbinus
- Taupinette au cirque
- Nagawicka (1974)
- Au pays du Far West
- Même les cow-boys s’endorment
- Sur les traces de Nagawicka
- Le voyage de Matt Hylands
- Au pays des indiens
- À la claire fontaine
- Chansons de France
- Les années vinyle
- Jacky Galou et Caroline Marlande chantent Maurice Carême (2011)
- Mon p’tit loupiot (2012)